# دی (بازیگر پورنوگرافی)
دی (انگلیسی: Dee؛ زاده ۱۹۷۹) یک بازیگر پورنوگرافی اهل ایالات متحده آمریکا است.